# Unroch III de Frioul
Unroch III, né vers 840 et mort le 13 juillet 874, est un prince de la dynastie des Unrochides, fils du marquis Évrard de Frioul. Il fut marquis de Frioul de 863 jusqu'à sa mort.

## Biographie
Unroch III est le fils aîné d'Évrard (mort en 866), nommé marquis de Frioul en 828, et de son épouse Gisèle, fille de l'empereur Louis le Pieux.
Son frère cadet, Bérenger Ier de Frioul (v. 843 - 924), époux de Bertille de Spolète, est élu roi des Lombards à Pavie en 888, et devient empereur romain germanique, en 915. 
En 874, son frère cadet lui succède au titre de marquis de Frioul.
Unroch III se marie en 857 avec Ève de Tours (Ava de Monza), fille de Liutfried de Monza, frère de l'impératrice Ermengarde de Tours (810-866). Elle lui donne trois enfants :
- Unroch IV de Frioul (859-924), comte de Frioul ;
- Évrard de Sulichgau qui épouse Ermentrude, fille de Louis II le Bègue, et qui a deux filles :
  - Cunégonde, qui épouse Wigéric de Bidgau,
  - Judith de Sulichgau qui épouse Arnulf Ier de Bavière ;
- Gisèle (morte après 887) qui devient nonne à Brescia, enlevée par des hommes de Liutward de Verceil en 887 et forcée d'épouser son neveu.

## Sources
- Régine Le Jan, Famille et pouvoir dans le monde franc (VIIe – Xe siècle), Publications de la Sorbonne, Paris, 1995.
- Guy Perny, Adalric, duc d'Alsace, ascendants et descendants, J.Do Bentzinger, 2004.